# رفاه برای ابرشرکت‌ها
رفاه برای شرکت‌ها (انگلیسی: Corporate welfare) قیاس یارانه تخصیص یافته به ابرشرکت‌ها با پرداخت های رفاهی به فقرا است. این لفظ غالباً برای توصیف اعطای بودجه‌ها، تخفیف مالیاتی یا لحاظ کردن امتیازات ویژهٔ دیگر برای ابرشرکت‌ها به کار می‌رود. این لفظ به کرات با سرمایه‌داری رفاقتی و به جای یکدیگر به کار می‌روند. تفاوت آنها می‌تواند در محدود دانسته شدن رفاه شرکت‌ها فقط به یارانه‌های مستقیم دولت به شرکت‌های بزرگ و لحاظ نشدن گریزگاه‌های مالیاتی و همهٔ عملکردهای مقررات گذارانه و تصمیمات تجاری باشد که ممکن است در عمل از هر پرداخت مستقیمی حجم بسیار بزرگتری داشته باشند. لفظ «رفاه برای ابرشرکت‌ها» را گزارش شده که اول بار در سال ۱۹۵۶ رالف نیدر اختراع کرد؛ محافظه کارانی چون گروور نورکوییست ترجیح می‌دهند از سرمایه داری رفاقتی استفاده کنند.